# Piotr II Medyceusz
Piotr II Medyceusz, zwany też Piotrem Nieszczęśliwym, (wł. Piero Il Fatuo; (ur. 15 lutego 1472, zm. 28 grudnia 1503) – władca Florencji w latach 1492–1494. W dwa lata po śmierci ojca został odsunięty od władzy, a we Florencji przywrócono republikę.

## Życiorys
Urodził się we Florencji jako najstarszy syn Wawrzyńca Wspaniałego i Klarysy Orsini. Był starszym bratem papieża Leona X.
Przejął władanie nad Florencją w roku 1492. Po krótkim okresie pokoju, chwiejna równowaga między włoskimi mini-państwami, pracowicie zbudowana przez ojca, runęła w roku 1494, kiedy król Francji Karol VIII zdecydował się przekroczyć Alpy na czele armii z zamiarem zajęcia Królestwa Neapolu, powołując się na prawo dziedzictwa tronu. Karola zwabił do Włoch Ludwik Sforza, były regent Mediolanu, który zamierzał usunąć swego bratanka, Gian Galeazzo Sforzę i zastąpić go w charakterze księcia.
Po załatwieniu spraw w Mediolanie, Karol ruszył na Neapol. Droga wypadła mu przez Toskanię, gdzie zamierzał zostawić część wojsk dla zabezpieczenia swych linii zaopatrzenia z Mediolanem. Piotr wolał pozostać neutralnym, jednak Karol nie chciał tego zaakceptować, mając zamiar podbić również Toskanię. Piotr postanowił stawić mu zbrojny opór, ale nie uzyskał poparcia florenckich elit, będących naonczas pod wpływem fanatycznego dominikanina Savonaroli; nawet jego własny kuzyn odciął się od niego i przeszedł na stronę Karola.
Wraz ze zbliżaniem się armii francuskiej do Florencji opór Piotra słabł, aż w końcu skapitulował, oddał najważniejsze fortece Toskanii najezdniczej armii, a następnie Karolowi wszystko, czego żądał. Jego słabość i brak umiejętnego negocjowania lepszych warunków, wywołały gwałtowny wybuch gniewu Florentyjczyków; w rezultacie rodzina Medyceuszy uciekła z miasta. Ich rodowy pałac został złupiony, a we Florencji przywrócono ustrój republikański. Rodzina Medyceuszy miała powrócić do władzy dopiero w roku 1512.
Piotr z rodziną zbiegł do Wenecji, w czym pomógł mu Philippe de Commines. Jednakże w roku 1503, kiedy to Francuzi i Hiszpanie kontynuowali walkę o Królestwo Neapolu, Piotr utonął w rzece Garigliano, gdy próbował uciekać po bitwie, którą sprzymierzeni Francuzi przegrali.
Piotr poślubił Alfonsinę Orsini, córkę Roberta Orsiniego hrabiego Tagliacozzo, i Cateriny Sanseverino w 1488 roku. Z tego małżeństwa przyszło na świat dwoje dzieci:
- Wawrzyniec II, książę Urbino (1492–1519),
- Klara (1493–1528), żona Filipa Strozziego Młodszego (1488–1538).